# Kazuar
Kazuár oz. kázuar (znanstveno ime Casuarius) je rod noju podobnih ptic iz družine kazuarjev (Casuariidae) in reda avstralskih tekačev (Casuariiformes). Njihova značilnost  je roževinasta »čelada«, s katero je prekrita glava. Ta naravna čelada jim pride prav, ker je učinkovita zaščita pred poškodbami, ki bi lahko nastale pri hitrem teku. Njihova domovina sta Nova Gvineja in Avstralija. V gnezdilni sezoni samci z bobnajočimi klici privabljajo samice, sicer pa so samotarski. Prehranjujejo se predvsem z odpadlimi sadeži in imajo v ekosistemu pomembno vlogo raznašanja semen.

## Razširjenost in ohranitveno stanje
Južni in severni kazuar sta zaradi izgube habitata ranljivi vrsti. Po ocenah naj bi bilo njihovo današnje število med 1.500 in 10.000 osebki. Okrog 40 jih hranijo v ujetništvu v Avstraliji. Zaradi izgube habitata so nekateri kazuarji iz deževnega gozda prišli v človeška naselja, kar je ponekod povzročilo konflikt, posebno s sadjarji. Ponekod, npr. na Mission Beach v Queenslandu pa je to dalo nov zagon turizmu.
- Razširjenost pritlikavega kazuarja, Casuarius bennetti
- Razširjenost južnega kazuarja, Casuarius casuarius
- Razširjenost severnega kazuarja, Casuarius unappendiculatus